# Pasmo Krzemienia
Pasmo Krzemienia – pasmo górskie w południowej części pogórza przemyskiego, najwyższym szczytem jest góra Krzemień (551 m n.p.m.). Według niektórych podziałów regionalizacyjnych pasmo zaliczane jest do Gór Sanocko-Turczańskich.

## Topografia
Pasmo ciągnie się lekkim łukiem w kierunku płn.-zach. - płd.-wsch., na zachodzie poprzez Przełęcz Krzywe (451 m n.p.m.) łączy się z równoległym Pasmem Bziany, na północy przez Przełęcz Nad Łomną (452 m n.p.m.) łączy się z Pasmem Kiczerki. Od wschodu poprzez przełomową dolinę Wiaru z Pasmem Jamnej. Na płd.-wsch. przez dolinę tejże rzeki z Pasmem Braniowa, a na płd.-zach. przez dolinę potoku Krzywiec z pasmem Chwaniów Gór Sanocko-Turczańskich.

## Opis
Pasmo w znacznej części zalesione. W południowej części pasma najwyższym szczytem jest góra Jorzyków (497 m n.p.m.). Od Krzemienia w kierunku płn.-wsch. biegnie długie odgałęzienie ze szczytami Sieniawska (482 m n.p.m.) i Koziny (418 m n.p.m.), następnie stromo opadające ku dolinie Wiaru.

## Szlaki turystyczne
Zielony Szlak Arłamowski
 Czerwony Szlak Przemysko-Sanocki